# Чудесный улов
Чудесный улов, Чудесный улов рыбы, Чудесная ловля рыб — два библейских новозаветных эпизода, чудеса Иисуса Христа, сотворенные им на Галилейском (Геннисаретском) озере (Тивериадском море) до и после Воскресения. Происходят с интервалом в несколько лет и, что характерно, каждое из них описано только в одном каноническом Евангелии.
В искусстве эти два чуда отличаются тем, что в первом случае Иисус изображен сидящим в лодке с Петром, а во втором — он стоит на берегу.

## Список
| Иллюстрация | Источник    | Описание |
| ----------- | ----------- | --- |
|             | Лк. 5:1-11  | Оно же: Призвание апостолов Петра и Андрея. Совершено перед призванием Иисусом первых апостолов — Симона (Петра) и Андрея. Христос учил народ у озера Геннисаретского и, окончив проповедь, сказал Симону: «отплыви на глубину и закиньте сети свои для лова». Симон, как опытный рыбак, сказал — «Наставник! мы трудились всю ночь и ничего не поймали, но по слову Твоему закину сеть». Закинув сеть, они поймали «великое множество рыбы, и даже сеть у них прорывалась». Уловом были заполнены две лодки, которые начали тонуть. Увидев это, «Симон Петр припал к коленям Иисуса и сказал: выйди от меня, Господи! потому что я человек грешный». Видя ужас Петра, Иисус ответил ему: «не бойся; отныне будешь ловить человеков». Далее, как повествует евангелист, первые апостолы «оставили все и последовали за Ним».             |
|             | Ин. 21:1-14 | Оно же: Чудесный улов 153 рыб, Явление ученикам на Тивериадском озере Происходит при третьем явлении ученикам по Воскресении, в присутствии 7 учеников: Петр, Фома, Нафанаил, сыновья Зеведея (Иаков и Иоанн) и ещё «двое других». Они идут ловить рыбу, но безрезультатно. Наутро неузнанный ими (воскресший) Иисус кричит им с берега, нет ли у них рыбы. «Они отвечали Ему: нет. Он же сказал им: закиньте сеть по правую сторону лодки, и поймаете. Они закинули, и уже не могли вытащить сети от множества рыбы. Тогда ученик, которого любил Иисус, говорит Петру: это Господь. Симон же Петр, услышав, что это Господь, опоясался одеждою, — ибо он был наг, — и бросился в море». После этого они все вместе с Учителем едят рыбу на берегу. По Иоанну, это третье Явление Христа ученикам (четвертое, считая явление Магдалине) |

## Возможное научное объяснение
В 2024 году в журнале «Water Resources Research» была опубликована теория, согласно которой улов рыбы мог произойти из-за её массовой гибели, вызванной сейшами. Эти волны, вызванные западными ветрами, производят подъём глубинных вод, бедных кислородом, в поверхностный перемешанный слой воды. Если подъём этих глубинных вод происходит вскоре после ежегодной термической стратификации, рыба может не выбраться из малокислородной воды и в конечном итоге задыхается, массово погибая. Это приводит к большому количеству легко собираемой рыбы вблизи берега, описанного в Библии. Данный феномен встречается в Галилейском море и в современное время.

## В искусстве
- «Чудесный улов» — картина Конрада Вица (1444)
- Призвание первых апостолов — фреска Гирландайо